# استحکام تر
استحکام تر یا استحکام قبل از پخت، می‌تواند به عنوان استحکام ماده‌ی فرآوری شده جهت تشکیل استحکام کششی نهایی تعریف شود. این استحکام معمولاً به طور چشمگیری کمتر از استحکام کششی نهایی یک ماده است. معمولاً هنگام توصیف مواد غیر متالیک مانند مواد چسبناک و الاستومر به واژه‌ی استحکام تر اطلاق داده می‌شود (مانند لاستیک). اخیراً به این واژه در کاربردهای متالوژی مانند متالوژی پودر رجوع شده است.

## مواد چسبناک
یک پیوند ساخته شده با استفاده از یک ماده‌ی چسبناک،می‌تواند به عنوان یک اتصال یا پیوند چسبناک اطلاق گردد.
استحکام تر مواد چسبناک، توسعه‌ی اولیه‌ی استحکام پیوند یک ماده‌ی چسبناک است و این نشان‌دهنده‌ی این می‌باشد که “پیوند مواد چسبناک به اندازه‌ی کافی قوی هست که پس از زمان کوتاهی از جفت شدن مواد چسبناک وزمان زیادی پیش از به دست آمدن پخت کامل،کنترل گردد”. معمولاً این استحکام به طور آشکاری کمتر از استحکام پخت نهایی است. بیشتر مواد چسبناک معمولاً دارای استحکام تر اولیه و یک استحکام کششی نهاییِ لیست شده برای کاربردشان می‌باشند. برای مواد چسبناک خانگی، اطلاعات معمولاً بر روی بسته‌بندی نشان داده می‌شوند.
بهترین مثال برای این موضوع، در اپوکسی‌های متداول از یک ذخایر سخت‌افزار محلی دیده شده است. در حین پخت و هنگام شروع به چسبنده شدن، اپوکسی وارد یک فاز پخت اولیه شده که “فازِ تر” هم نامیده می‌شود. در این زمان اپوکسی دیگر قابل اعمال نبوده و از حالت چسبناک به یک ساختار محکم لاستیک مانند تغییر می‌کند. در حالی که در این زمان اپوکسی تنها تا حدودی پخته شده است، یک استحکام تر کمتر را شکل داده است. معمولاً این فرایند بین ۳۰ دقیقه تا یک ساعت طول می‌کشد. در این زمان، بخش مورد بحث می‌تواند کنترل شود اما نمی‌تواند بارهای بزرگ را کنترل کند. به طور متداول ۲۴ ساعت طول می‌کشد تا یک اپوکسی استاندارد برای دستیابی به استحکام کامل و نهایی، پخت شود.
دما،عاملی مهم برای یک ماده‌ی چسبناک در تشکیل دادن استحکام تر است. در حالی که این موضوع می‌تواند بسته به نوع ماده‌ی چسبناک متفاوت باشد، به صورت کلی، گرما می‌تواند سرعت فرایند تشکیل دادن استحکام تر و زمان پخت کلی را افزایش دهد. نمودارهای تغییرات زمان-دما برای مواد چسبناک مختلف که زمان و دما را به موقعیت ماده‌ی چسبناک در حین پخت ارتباط می‌دهند، وجود دارد. این نمودارها یک درک کامل از هنگامی که استحکام تر جهت یک اتصال چسبناک مبتنی بر موقعیت‌های مشخصی به دست می‌آید را ارائه می‌دهند.

## تست کردن
تست کردن مکانیکی می‌تواند برای تصدیق استحکام تر استفاده شود. این به کاربر اجازه می‌دهد که مقدار باری که می‌تواند در فاز پیش از پخت نهایی اعمال شود را درک کند.

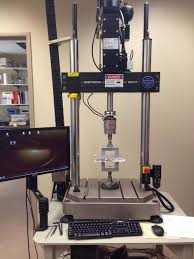
دستگاهی برای تست کشش

بارگذاری اولیه می‌تواند توسط روش‌های مختلف تست کردن تصدیق گردد. مشخصه‌های ATSM متعددی برای آزمایش اولیه‌ی مواد چسبناک وجود دارند که دنبال کردن آن‌ها نسبتاً آسان است. این آزمایش‌ها شامل فرایند متصل کردن ماده‌ی چسبناک به دو ماده‌ی چسبناک (به صورت متداول چوب یا استیل) و سپس تست کردن این اتصال با یک آزمایش کششی است. یک مثال از آن استفاده از  ASTM Test Method D2095 است. در این تست، انتهای دو میله‌ی فلزی پولیش شده‌اند تا دارای هیچ گره‌ای نباشند که بتواند بر روی پیوند چسبناک اثر بگذارد. آن‌ها همچنین ماشین شده‌اند تا سطوح به صورت بی‌نقصی موازی باشد. میله‌ها به موازات یکدیگر با ماده‌ی چسبناکی که آن‌ها را به هم پیوند می‌دهد لب به لب می‌باشند. همانگونه که آن پخته شده و آمده می‌گردد، تکمیل استحکام تر می‌تواند توسط یک آزمایش کشش و با قرار دادن پیوندها در بار کششیِ کامل تست شود. 
بارگذاری برشی*  می‌تواند نسبت به استحکام تر آزمایش شود. بیشتر پیوندهای چسبناکِ استفاده شده در طراحی نیازمند پیوند هستند تا به طور متداول در جایگاه برشی و نه اولیه قرار داشته باشند. به همین خاطر، درک بارگذاری برشی یک اتصال در رابطه با استحکام تر و استحکام نهایی آن بسیار مهم است. دقیقاً همانند بارگذاری اولیه، ATSM روش‌های آزمایش بسیار خاصی را را برای یک اتصال در بارگذاری برشی ارائه می‌دهد. آزمایشِ استانداردِنمونه‌یِ lap shearدر ASTM D1002 توصیف شده است. 
این تست، یک روش تست رایج و توصیف شده برای پیوندهای چسبناک است. در این روش، سطح برای هر نمونه تمیز و آماده می‌شود. سپس مواد چسبناک به ناحیه‌ای که لب به لب خواهد شد اعمال می‌گردند. به طور کلی طول لبه ۰.۵ و “پهنای پیوند ۱ است”. پس از آن پیوند، درست شده و آماده‌ی پختن است. برای آزمایش کردن استحکام تر، می‌تواند در زمان مناسب حذف گردد، و نمونه می‌تواند در لبه بارگذاری شود تا زمانی که در نهایت با خطا مواجه شود. این کار استحکام تر ماده را تصدیق می‌کند.
تست های دیگر، مانند بارگذاری کلیواژ و آزمایش پوسته می‌تواند برای تعیین استحکام تر و استحکام نهایی یک ماده استفاده شود. این دو به طور متداول برای مواد چسبناک استاندارد در برگه‌ی داده‌ها نشان داده نمی‌شود، اما می‌تواند برای آزمایش کردن مواد چسبناک مبتنی بر کاربرد آن‌ها در محیط‌های تجاری و مسکونی استفاده شود.

## الاستومرها
استحکام تر واژه‌ای در صنعت الاستومر است که برای توصیف استحکام یک الاستومر و موقعیت وولکانیده و پخت نشده به کار می‌رود. معروف ترین و رجوع شده‌ترین نوع الاستومر، لاستیک است. برای کامپوزیت‌های لاستیک، استحکام تر در حین شکل‌گیری و تولید موادی مانند تایرهای رادیال، tank trackها و غیره استفاده می‌شود. این لاستیک‌ها در حین فرایند شکل دادن محصول وولکانیده نهایی،باید از یک آسیا به آسیای دیگر کش بیاید. استحکام تر اجازه می‌دهد که این اتفاق بدون پاره شدن یا چین خوردگی مواد پیش از کامل شدن پخت رخ دهد.
برای ارتقای استحکام تر الاستومرها و پیشگیری از مشکلات در حین شکل دادن، افزودنی‌ها و ترکیب‌های مختلف به طور متداول به کامپوزیت اضافه می‌گردند. همچنین تکنیک‌های ساخت و شکل دادن برای کاهش مقدار کشش بر روی مواد پیش از که وولکانیده شدن آن‌ها، اصلاح شده‌اند. این تکنیک‌ها اجزاء مرتبط به صنعت تایرسازی هستند، زیرا این فرایندی است که نیازمند شکل دادن، کش آمدن، و خم شدن‌های بسیار در حین ساخت، پیش از تکمیل پخت نهایی می‌باشد.

## فلزات
استحکام تر به طور متداول در زمینه‌ی متالوژی پودر رجوع داده می‌شود. متالوژی پودر به ساخت فلزات یا اجزاء از پودرها اشاره دارد. در متالوژی پودر، استحکام تر اولیه در حین فشرده‌سازی و تشکیل دادن شکل می‌گیرد. پیچیدگیِ افزایش یافته‌یِ بخش‌ها و وضعیت، نیازی برای استحکام تر بالاتر در حین این فرایند را پدید آورده‌اند.
این‌ها محدودیت‌های متعددی هستند که قابلیت افزایش استحکام تر در اجزای متالوژی پودر را محدود می‌سازند. مشخصه‌هایی مانند اندازه‌ی ذرات و تراکم‌پذیری، استحکام تر نهایی را محدود می‌سازند. 
این‌ها پژوهش‌های مختلف کنونی جهت ارتقای استحکام تر متالوژی پودر است. استفاده از لوبریکانت‌های پیشرفته و افزودن آلیاژهای بالا نشان داده است که افزایش استحکام تر این فلزات، ممکن است.